# Odontocarya
Odontocarya är ett släkte av tvåhjärtbladiga växter. Odontocarya ingår i familjen Menispermaceae.

## Dottertaxa tillOdontocarya, i alfabetisk ordning[1]
- Odontocarya acuparata
- Odontocarya amazonum
- Odontocarya arifolia
- Odontocarya asarifolia
- Odontocarya deminuta
- Odontocarya dielsiana
- Odontocarya diplobotrya
- Odontocarya duckei
- Odontocarya echinus
- Odontocarya emarginata
- Odontocarya floribunda
- Odontocarya froesii
- Odontocarya hastata
- Odontocarya klugii
- Odontocarya krukoviana
- Odontocarya macarenae
- Odontocarya magnifolia
- Odontocarya mallosperma
- Odontocarya membranacea
- Odontocarya mexicana
- Odontocarya micrantha
- Odontocarya miersiana
- Odontocarya monandra
- Odontocarya perforata
- Odontocarya petiolaris
- Odontocarya rusbyi
- Odontocarya schimpffii
- Odontocarya smithiorum
- Odontocarya steyermarkii
- Odontocarya syncretica
- Odontocarya tamoides
- Odontocarya tenacissima
- Odontocarya tripetala
- Odontocarya truncata
- Odontocarya ulei
- Odontocarya uva-alba
- Odontocarya vitis
- Odontocarya wullschlaegelii
- Odontocarya zuliana